# ウィンザー・アンド・ニュートン
ウィンザー・アンド・ニュートン（英語: Winsor & Newton、略称: W&N）は、絵画などに使われる絵具や筆を販売するイギリスロンドンの画材会社である。1832年に化学者のウィリアム・ウィンザー (William Winsor) と、芸術家のヘンリー・ニュートンによって設立された。

## 歴史
当初は、ロンドン ラスボーン・プレイス 38のヘンリーの家で経営された。1866年に、ヴィクトリア女王から『最高級水彩絵筆』のオーダーを受け、チョウセンイタチの毛を使った最高品質の絵筆ブランド「Series 7」が作られた。1937年に、会社をロンドン北西のウィールドストーンに移した。
次のような技術革新により、近現代の水彩絵具や油絵具の形態成立にも大きく関わる。
- 1834年：チャイニーズホワイト顔料の開発[3][4][5]。それまでの水彩絵具の白色にはしばしば鉛白が使われ、有毒かつ黒変を生じる原因となっていたが、酸化亜鉛を改良したチャイニーズホワイト顔料の開発により、安全・安定な白色が利用可能になり、ひいては白色顔料を利用するガッシュ（不透明水彩）の質が向上した。
- 1835年：グリセリン保湿剤の採用[6][7]。それまでの水彩絵具は自製するか、すりおろしたり練り直す固形絵具が主であったが、グリセリン保湿剤の採用により、筆で溶かせる固形絵具が流通するようになった。
- 1840年以降：チューブ入り練り絵具の市販[6][7][5]。1840年にガラス製シリンジを油絵具容器に採用、1842年にスクリューキャップ付き金属製チューブを油絵具容器に採用、1846年に金属製チューブを水彩絵具容器に採用した。

## ギャラリー

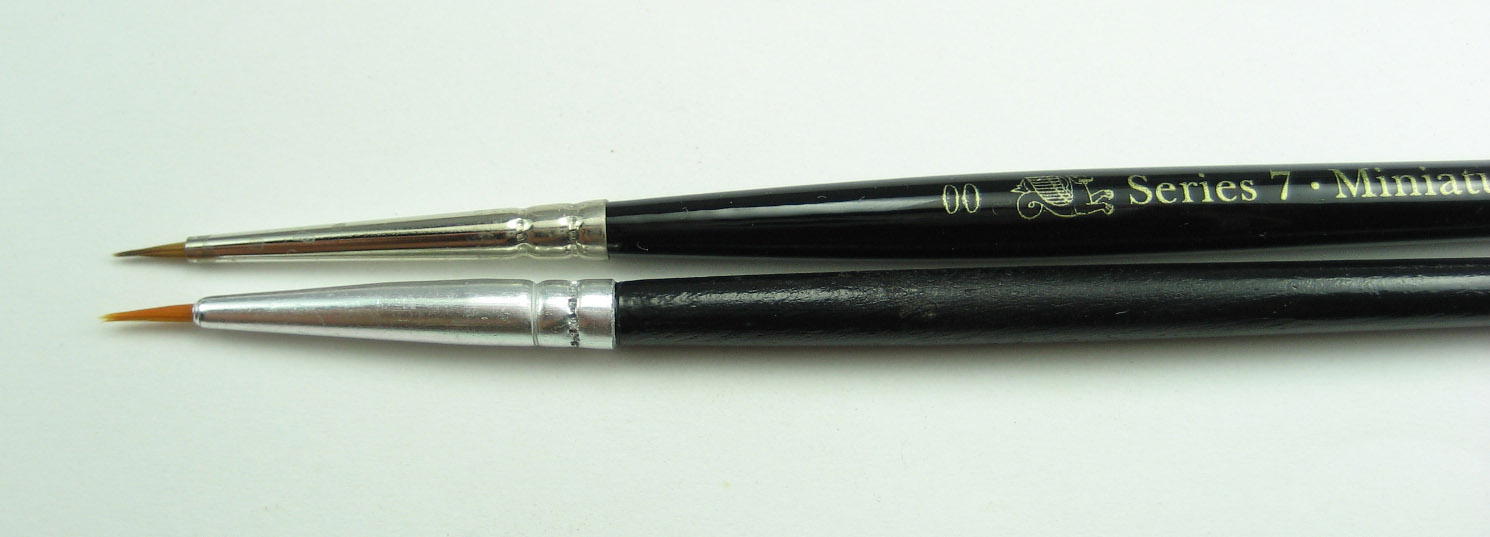
Series 7 コリンスキーセーブル筆